# Patrick Geddes
Patrick Geddes (1854–1932) foi um biólogo e filósofo escocês,  também conhecido por seu pensamento inovador nos campos do planejamento urbano e da educação. Responsável pela introdução do conceito de região no urbanismo e pela criação dos termos "conurbação" e "megalópole", é considerado o "pai" do planejamento regional.
Em Cidades do amanhã, de Peter Hall escreveu:
O planejamento deve começar, (...), com o levantamento dos recursos de uma determinada região natural, das respostas que o homem dá a ela e das complexidades resultantes da paisagem cultural: todo o seu ensinamento sempre teve como tônica persistente o método de levantamento, o que ele também extraiu de Paul Vidal de La Blanche (1845-1918) e seus seguidores, cujas "monografias regionais" constituíram tentativas de fazer exatamente isso. (...) em Edimburgo, criou ele um modelo que pretendia ver repetido por toda parte: um centro local de levantamento, a que todo o tipo de gente poderia ver a fim de compreender a relação estabelecida por Le Play na trilogia Lugar–Trabalho–Povo.

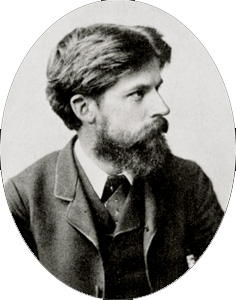
Patrick Geddes
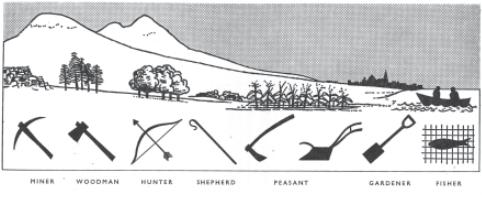
Valley Section
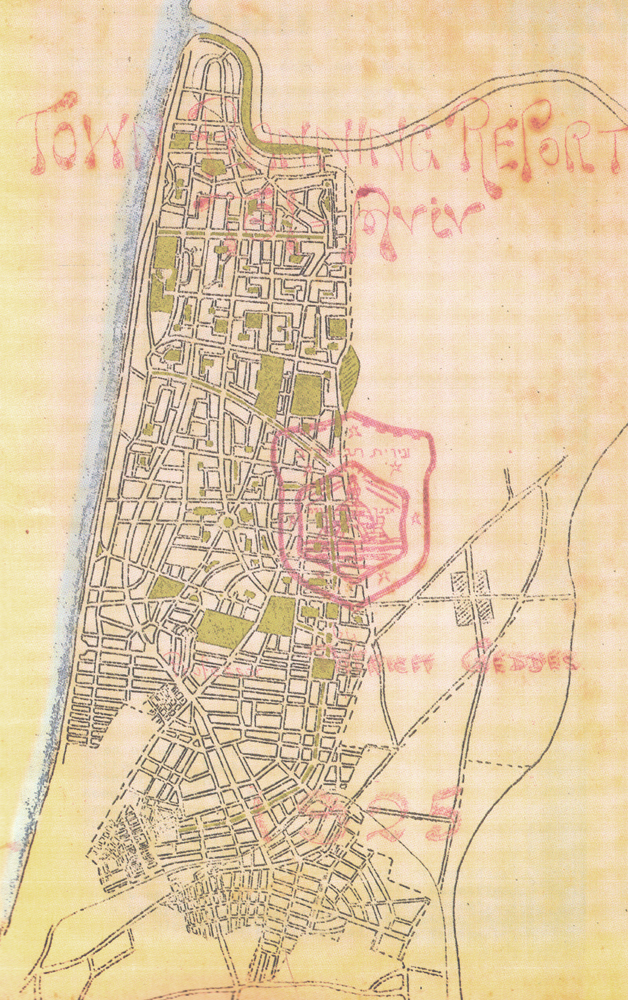
Masterplan para Tel Aviv, 1925